# Hyperaspidius tristis
Hyperaspidius tristis är en skalbaggsart som först beskrevs av Leconte 1880.  Hyperaspidius tristis ingår i släktet Hyperaspidius och familjen nyckelpigor. Inga underarter finns listade i Catalogue of Life.